# Chilleurs-aux-Bois
Chilleurs-aux-Bois ist eine französische Gemeinde mit 2.103 Einwohnern (Stand: 1. Januar 2022) im Département Loiret in der Region Centre-Val de Loire. Die Gemeinde gehört zum Arrondissement Pithiviers und zum Kanton Le Malesherbois. Die Einwohner werden Chilleurois und Chilleuroises genannt.

## Geographie
Chilleurs-aux-Bois liegt etwa 22 Kilometer nordöstlich von Orléans. Der Fluss Essonne entspringt im Gemeindegebiet.
Im nördlichen Gemeindegebiet verläuft das Flüsschen Laye du Süd, an der nördlichen Gemeindegrenze die Laye du Nord, beides Zuflüsse der Essonne.
Umgeben wird Chilleurs-aux-Bois von den Nachbargemeinden Montigny im Norden und Nordwesten, Santeau im Norden, Mareau-aux-Bois im Norden und Nordosten, Courcy-aux-Loges im Osten, Ingrannes im Südosten, Sully-la-Chapelle im Süden und Südosten, Loury im Süden und Südwesten sowie Neuville-aux-Bois im Westen.
Durch die Gemeinde führt die frühere Route nationale 152 (heutige D2152).

## Bevölkerungsentwicklung
| 1962 | 1968 | 1975 | 1982 | 1990 | 1999 | 2006 | 2019 |
| ---- | ---- | ---- | ---- | ---- | ---- | ---- | ---- |
| 1081 | 1091 | 1160 | 1432 | 1471 | 1703 | 1881 | 2061 |

## Sehenswürdigkeiten

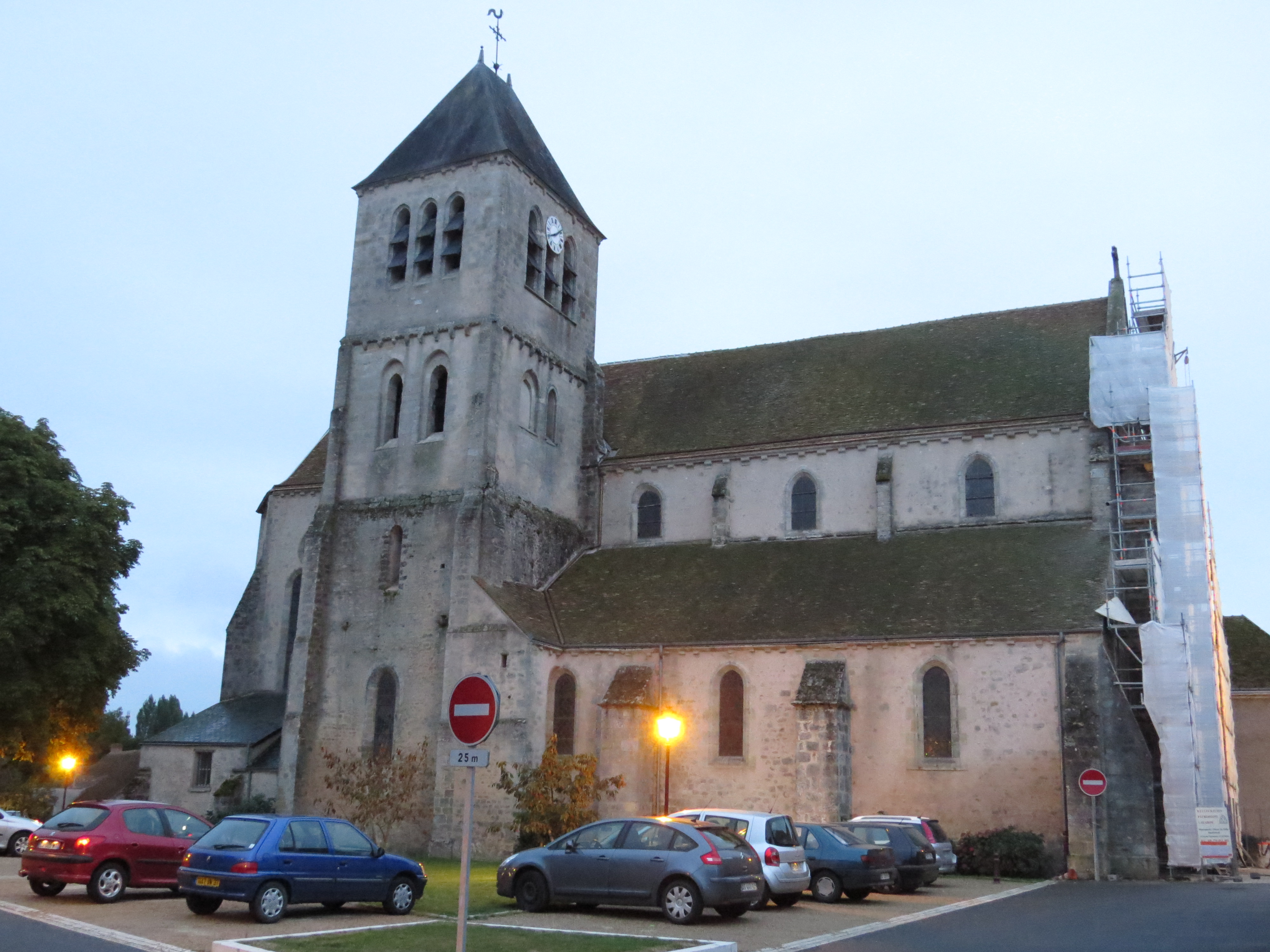
Kirche Saint-Pierre

- Kirche Saint-Pierre aus dem 12. Jahrhundert, Umbauten aus dem 16. Jahrhundert
- Schloss Chamerolles, Renaissancebau aus dem 16. Jahrhundert
- Schloss La Saussaye (auch Schloss Chaussaye)

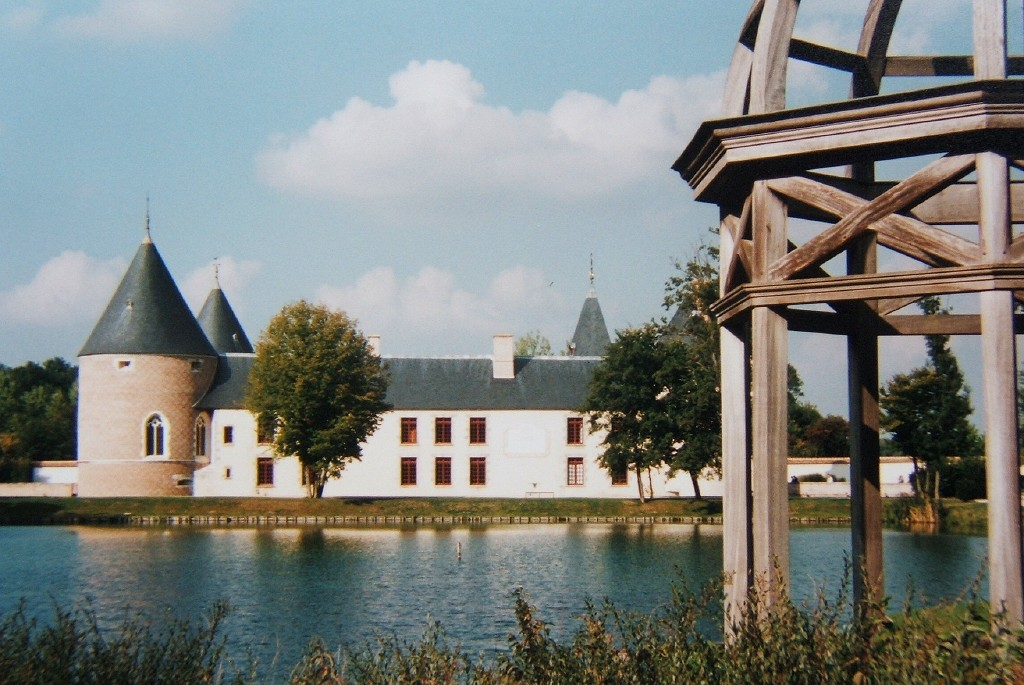
Schloss Chamerolles

## Persönlichkeiten
- Charles de la Boische (um 1671–1749), Gouverneur von Neufrankreich
- Madeleine Vionnet (1876–1975), Modedesignerin